# オーストリア連邦国

オーストリア連邦国
Bundesstaat Österreich (ドイツ語)

国歌: Sei gesegnet ohne Ende（ドイツ語）
終わりなき祝福あらんことを

オーストリア連邦国の位置（1938年）

祖国戦線の旗

オーストリア連邦国（オーストリアれんぽうこく、ドイツ語: Bundesstaat Österreich、口語ではStändestaat、「企業国家」と呼ばれる）は、オーストリア第一共和国の継承国家であり、1934年から1938年まで存在した。保守・ナショナリズム・コーポラティズム・聖職者ファシズムを掲げる祖国戦線が率いる一党独裁国家であった。「企業国家」構想は、Stände（身分）の概念に基づき、エンゲルベルト・ドルフースやクルト・シュシュニックら主要な政権政治家によって提唱された。その結果、イタリア・ファシズムと保守的なカトリックの影響を融合させた権威主義政府が確立された。
この国家は1938年3月のアンシュルス（ナチス・ドイツによるオーストリアの併合）で終焉を迎えた。以後、オーストリアは1955年のオーストリア国家条約で連合国軍による占領が終わるまで、再び独立国となることはなかった。

## 歴史

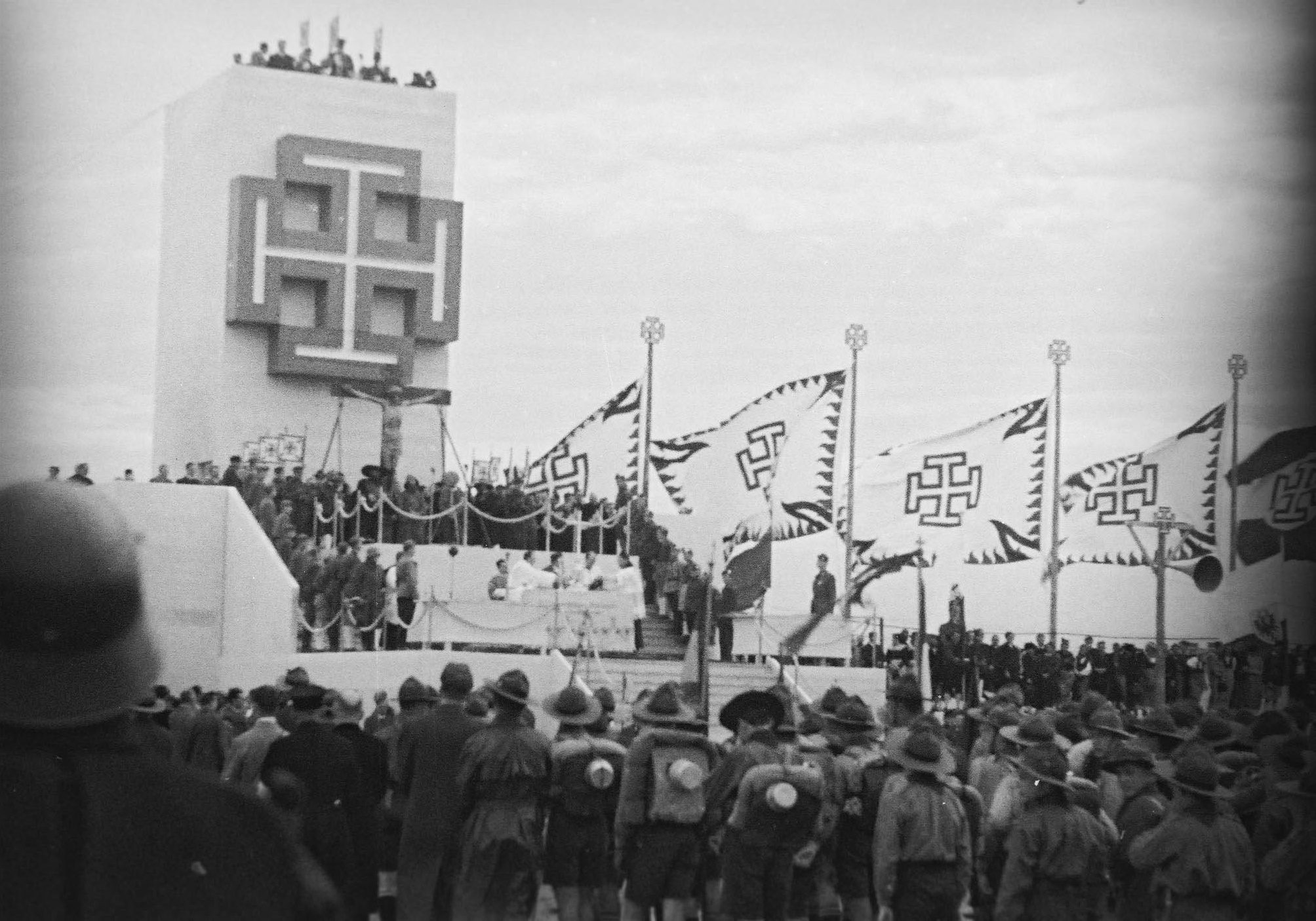
祖国戦線の大会（1936年）

1890年代、保守的・聖職者系のキリスト教社会党（CS）の創設メンバーであるカール・フォン・フォーゲルザンクや、ウィーン市長カール・ルエーガーは、主に経済的な観点から反自由主義的な見解を展開していた。彼らは、プロレタリアートや下層中産階級の貧困化を考慮し、カトリック社会教説の教義に強く依拠していた。キリスト教社会党は、オーストリア社会民主党が主導する労働運動に対抗する運動を展開した。

### 自己クーデター

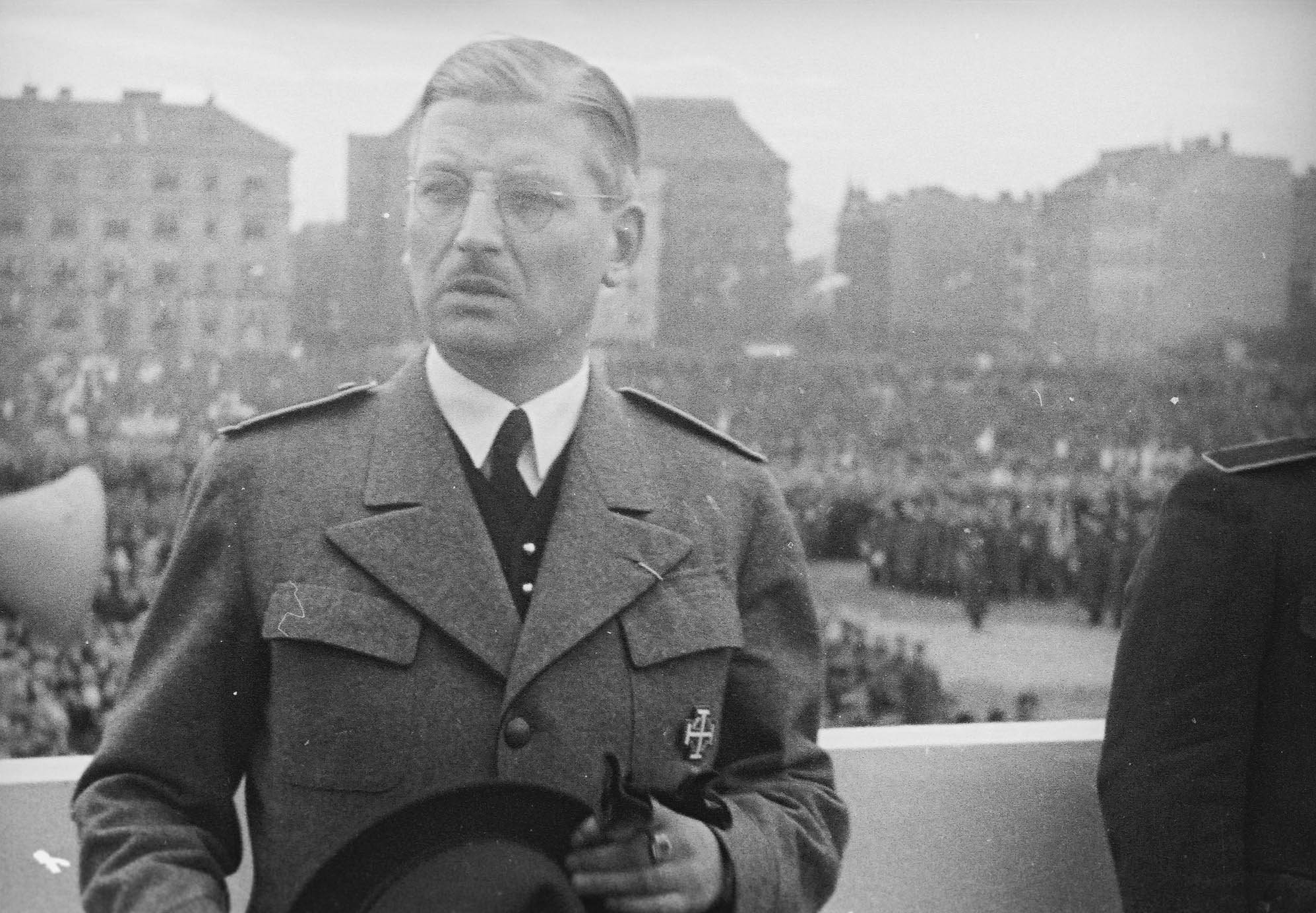
クルト・シュシュニック（1936年）

1930年代初頭、世界恐慌中のオーストリア第一共和国では、キリスト教社会党（CS）は、1931年にローマ教皇ピウス11世が発表した回勅「クアドラゲシモ・アンノ」に基づき、階級闘争を解消するためにコーポラティズム的な政府形態を導入しようとした。これは、イタリア・ファシズムやポルトガルのエスタド・ノヴォをモデルにしたものだった。1932年にオーストリア首相に任命されたCSの政治家エンゲルベルト・ドルフースは、1933年3月4日にカール・レンナーがオーストリア国民議会の議長を辞任したことを好機と捉えた。ドルフースはこの事態を「議会の自滅（Selbstausschaltung）」と呼び、3月15日に予定されていた次の議会をウィーン警察の力を使って強制的に閉会させた。その後、「戦時経済権限法（Wartime Economy Authority Law）」に基づき非常権限を掌握した。この法律は第一次世界大戦時に制定された緊急法で、政府が経済を保護するために必要と判断した場合、非常措置を発令する権限を与えるものであった。こうして、事実上ドルフースが独裁権を掌握した。同じCSの党員であった大統領ヴィルヘルム・ミクラスは、民主主義の回復に向けた行動を一切取らなかった。
その後、ドルフースは1933年5月26日にオーストリア共産党を、5月30日に社会民主党系の準軍事組織である共和国防衛同盟を、6月19日にはオーストリア・ナチスを禁止した。しかし共和国防衛同盟やナチスの禁止は徹底されず、両者は地下活動を続けた。また、1933年5月20日には「自主的でキリスト教的、ドイツ的、コーポラティズム的なオーストリア連邦国家」を掲げる統一政党として「祖国戦線」を設立した。1934年2月12日、政府が共和国防衛同盟のリンツ支部であったホテル・シッフを家宅捜索しようとしたことをきっかけに、オーストリア内戦が勃発した。この反乱は、連邦軍と右翼民兵組織護国団のエルンスト・シュターレンベルク指揮下の部隊による鎮圧によって終結し、社会民主党と労働組合の禁止へとつながった。
独裁体制への道は、1934年5月1日に完成した。この日、オーストリア憲法が大幅に改訂され、極めて権威主義的かつコーポラティズム的な内容へと変えられた。これを主導したのは国家議会の残党だった。この改訂により、直接選挙による議会制度は廃止され、代わりに4つの非選挙制のコーポラティズム的な評議会（国家評議会（Staatsrat）、連邦文化評議会（Bundeskulturrat）、連邦経済評議会（Bundeswirtschaftsrat）、州評議会（Länderrat）が議員を指名する仕組みが導入された。しかし、実際には全ての統治権はドルフースの手に集中していた。
ドルフースは、事実上の戒厳令のもとで統治を続けたが、1934年7月25日の7月一揆の際に暗殺された。このクーデターは当初ヒトラーの支持を受けていたが、すぐに鎮圧され、ドルフース内閣の教育大臣だったクルト・シュシュニックが後継者となった。ヒトラーは公式にはクーデターへの関与を否定したものの、アルトゥル・ザイス＝インクヴァルトやエトムント・グライス＝ホルステナウといったナチス同調者を密かに支援し、オーストリアの不安定化を続けた。一方シュシュニック政権下のオーストリアは、南の隣国であるイタリアの独裁者ベニート・ムッソリーニの支援を求めた。しかし、1935年から1936年の第二次エチオピア戦争の結果、国際的に孤立したムッソリーニはヒトラーに接近した。シュシュニックは、オーストリア・ナチスに恩赦を与え、彼らを祖国戦線に受け入れることでナチス・ドイツとの関係改善を図ったが、1936年11月1日にムッソリーニがベルリン＝ローマ枢軸を宣言したことで、もはやドイツに対抗する術がなくなった。
クーデターが失敗に終わった要因の一つは、イタリアの介入だった。ムッソリーニはオーストリア国境に4個師団からなる軍団を集結させ、ドイツが当初の計画通りオーストリアに侵攻すれば、イタリアとの戦争になるとヒトラーを脅した。オーストリアにおけるナチ党の支持はドイツに次いで高く、地域によっては支持率が75%に達していたとも言われている。

## 思想
オーストリア連邦国はオーストリアの歴史を美化した。ハプスブルク期は、オーストリアの歴史上、偉大な時代として位置づけられている。カトリック教会は、国民がオーストリアの歴史とアイデンティティを決める上で大きな役割を果たし、またドイツ文化の疎外につながった。ヒトラーの比較的世俗的な政権とは異なり、カトリック教会は様々な問題において顕著な発言力を持つようになった。教育面では、国家が学校を非世俗化し、「マトゥーラ」と呼ばれる卒業試験のために宗教教育を義務づけた。このイデオロギーによれば、オーストリア人は「より優れたドイツ人」であった。政権のカトリック主義に則って、教皇回勅の非共産主義・非資本主義の教え、中でも「クアドラゲシモ・アンノ」を高く評価した。
オーストリア連邦国が名目上コーポラティズムを受け入れ、自由資本主義を敬遠していたにもかかわらず、ナチス・ドイツやファシスト・イタリアとは対照的に、極めて資本主義的な金融政策を追求していた。クーデター前にドルフースと協力していた資本主義経済学者のルートヴィヒ・フォン・ミーゼスがオーストリア商工会議所の議長となり、ミーゼスをはじめとする経済学者の指導のもと、オーストリア連邦国は大恐慌の反動で精力的に緊縮財政政策を進めた。
オーストリア連邦国は、通貨バランスをとるために厳しいデフレ政策をとった。また、歳出を大幅に削減し、高金利が常態化した。2億シリング以上あった財政赤字は、5千万シリング以下にまで削減された。しかし、1936年には、失業者の50％しか失業手当を受けられなくなっていた。このような政策は、壊滅的な経済収縮と重なった。アンガス・マディソンの推計によると、失業率は1933年の26％をピークに、1937年まで20％を切ることがなかった。これは、ドイツの失業率が1932年の30％をピークに、1937年までには5％以下にまで低下したことと対照的である。加えて、実質GDPは崩壊し、1937年まで1929年以前の水準に戻ることはなかった。
オーストリア連邦国が本当にファシズムとみなせるかどうかは議論の余地がある。連邦国は権威主義的で、ファシズム的な象徴を使用していたものの、オーストリア国民の間で幅広い支持を得ることはなかった。連邦国の最も顕著な政策は、カトリックの受容であり、その経済・社会政策は、ファシスト・イタリアやナチス・ドイツの政策とわずかに類似しているに過ぎなかった。

## 市民権
1940年、ジョン・ガンサーはこのオーストリア連邦国が「市民の権利を信じがたいほど侵害した」と記し、1934年にはウィーンで10万6,000件の家宅捜索が行われ、ナチ党員、社会民主主義者、自由主義者、共産主義者を含む38,141人が逮捕されたと指摘した。

## アンシュルス

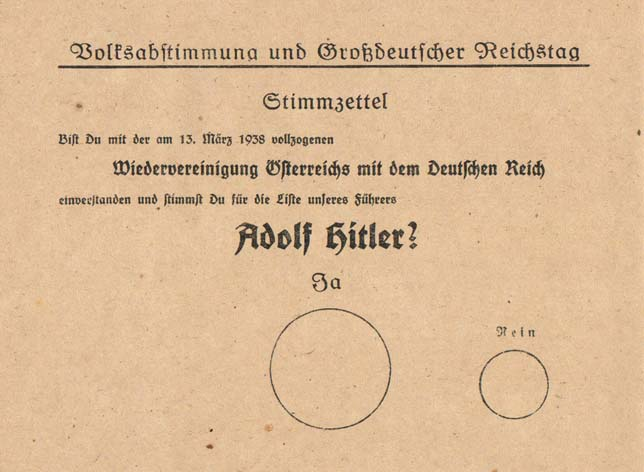
合邦を問う国民投票用紙。「あなたは1938年3月13日に制定されたオーストリアとドイツ国の再統一に賛成し、我々の指導者アドルフ・ヒトラーの党へ賛成の票を投ずるか」とある。中央の目立つ記入欄の上に「はい」、右端の小さな記入欄の上に「いいえ」とある

1938年2月12日、ナチ党のアドルフ・ヒトラー総統はオーバーザルツベルクのベルクホーフにシュシュニク首相を呼び、オーストリアにおけるナチ党政治犯の釈放、オーストリア・ナチ党のアルトゥル・ザイス＝インクヴァルトを内相に任命することを要求、オーストリアに対して公然と圧力をかけた（ベルヒテスガーデン協定）。軍事措置をちらつかせたこの要求に対し、シュシュニク首相は要求を飲む一方で、（非合法化していた社会民主党に協力を要請し）合邦の是非を問う国民投票の実施によりドイツの圧力を切り抜けようとしたが、期待していたイタリアからの支援は拒絶され、3月11日にはドイツ軍がオーストリア侵攻のため国境地帯に進出した。同日シュシュニクは首相を辞任して、後任にはザイス＝インクヴァルトが就任、彼の要請によりドイツ軍はオーストリアに進駐、シュシュニクは身柄を拘束された。3月13日、ザイス＝インクヴァルト首相単独の署名（ミクラス大統領の署名を得られなかった）により「合併法」が公布、4月10日には独墺両国で合邦の是非を問う国民投票が実施され、合邦は両国で圧倒的支持票（ともに全体の99%）を獲得した。こうしてオーストリアはドイツに併合されてオーストリア州（Land Österreich）となり、第一共和国は名実ともに消滅した。